# Щербина, Владимир Александрович
Владимир Александрович Щербина (3 февраля 1935, Макеевка, УССР — 19 января 2023, Харьков, Украина) — советский и украинский учёный в области математической физики и вычислительной математики. Государственный деятель, депутат Верховного Совета Украинской ССР и Верховной Рады Украины (1990—1994).

## Биография
Родился 3 февраля 1935 году в Макеевке Сталинской (Донецкой) области в семье служащих.
Окончил математический факультет Харьковского государственного университета им. А. М. Горького (1957) и его аспирантуру (1960).
В 1960—1974 гг. научный сотрудник Физико-технического института низких температур АН УССР, заместитель руководителя отдела математической физики. В 1964 году защитил кандидатскую диссертацию на тему «Регуляризация произведений обобщенных функций типа причинных функций квантовой теории поля».
С 1974 года заведующий кафедрой математической физики и вычислительной математики Харьковского государственного университета.
В 1975 году в Москве в Математическом институте им. В. А. Стеклова защитил докторскую диссертацию:
- Щербина В. А. Некоторые свойства R-операции для полей с локальным взаимодействием. М.: Докт.диссертация, 1975, 283 с.

В 1976 году присвоено звание профессора.
В мае 1990 года выдвинут кандидатом в Народные депутаты Украинской ССР избирателями избирательного округа г. Харькова. Набрал 63,67 % голосов, намного опередив четверых других претендентов. Член Комиссии Верховной Рады Украины по вопросам экономической реформы и управления народным хозяйством.
В марте 1994 года снова баллотировался в депутаты (Конотопский избирательный округ № 346, Сумская область), набрал 7,8 % голосов и занял 3-е место из 17 претендентов (победил кандидат от КПУ В. С. Юрковский).
Дочь — Щербина Мария Владимировна (р. 1958) — доктор физико-математических наук (1997), член-корреспондент НАН Украины (2012).
Умер 19 января 2023 года в Харькове.

## Сочинения
- Вычитательный формализм в квантовой электродинамике. — Киев : [б. и.], 1969. — 86 с.; 21 см. — (Препринт/ АН УССР. Ин-т теорет. физики; ИТФ-69-39).
- Ренормированные фейнмановские амплитуды для полей с фиксированными массами / В. А. Щербина, И. Ю. Чудинович. — Киев : [б. и.], 1974. — 23 с.; 21 см. — (Препринт/ АН УССР. Ин-т теорет. физики; ИТФ-74-151Р).
- В. А. Щербина, «Фундаментальные решения трёхмерных ячеечных задач для некоторых уравнений математической физики» // Ж. вычисл. матем. и матем. физ., 29:2 (1989), с. 298—304
- В. Д. Гордевский, В. А. Щербина, «Ренормированная система уравнений для вершинных функций T-экспоненты» // Теоретическая и математическая физика, 35:1 (1978), с. 14-23
- Щербина В. А. Система уравнений для вершинных функций T-экспоненты. // Теоретическая и математическая физика, 1973, т. 14, № 3, с. 342—356.
- В. А. Щербина, «О снятии обрезаний в T-экспоненте» // Теоретическая и математическая физика, 18:2 (1974), с. 161—173